# ديلزة مكروية

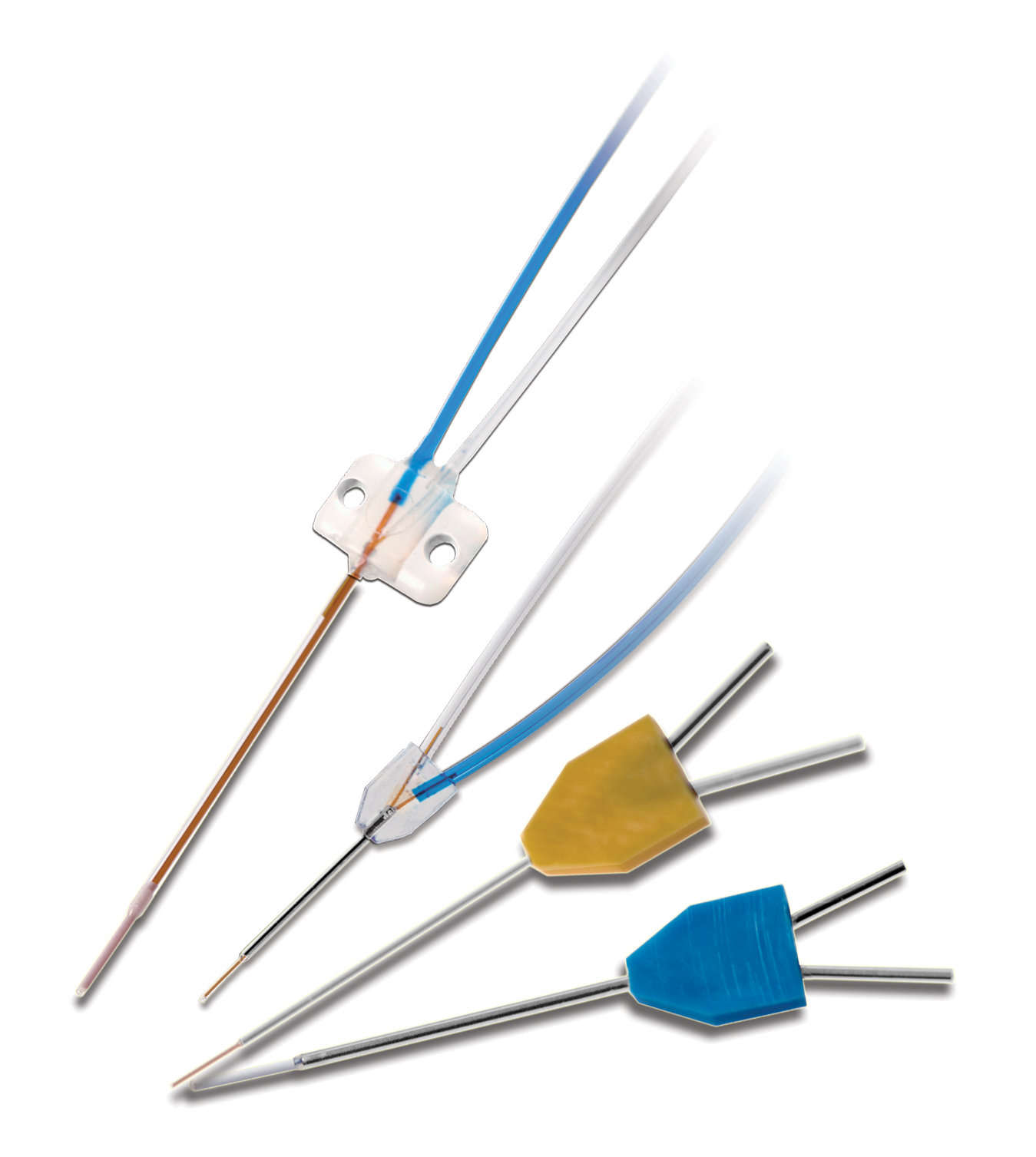
مسابير الديلزة المكروية

ديلزة مكروية (بالإنجليزية: Microdialysis)‏ هي تقنيةٌ غير مُتوغلةٍ لأخذ العينات المُستخدمة للقياس المُستمر الحُر، ولقياس المحاليل ذات التراكيز المُنظمة والتي تكون في السائل خارج الخليةالموجود في الأنسجة. قد تشمل التحاليل الجُزيئات داخلية المنشأ مثل (النواقل العصبية، الهرمونات، الجلوكوز) لتقيم وظائفها الحيوية والكيميائية في الجسم، بالإضافة إلى الجزيئات خارجية المنشأ (مثل الأدوية) لتحديد توزيعها في الجسم.